# Palafit

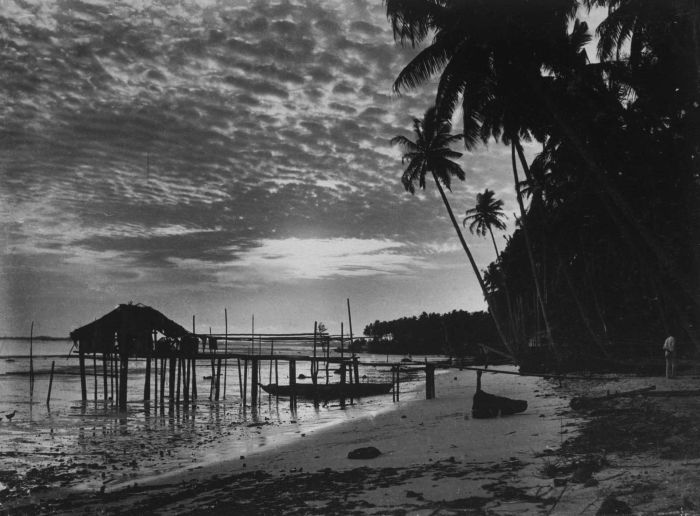
Palafit a Indonèsia

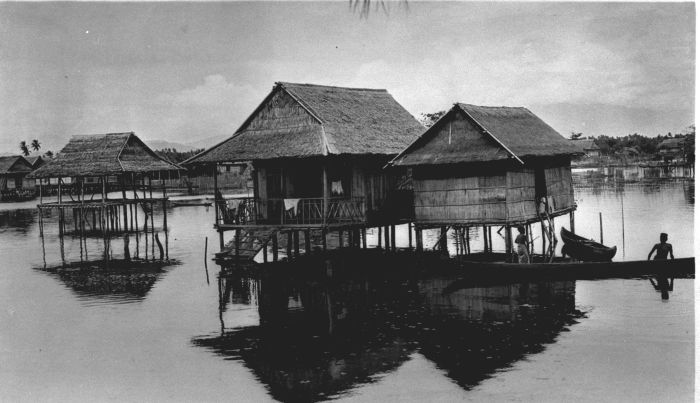
Palafits a Limboto, Gorontalo, Indonèsia

Els palafits (de l'italià palafitta) són edificacions suportades per xanques, pilars o simples estaques, construïdes sobre aigües tranquil·les com llacs, rius de corrent lent i llacunes dels atols.

## Història
Les construccions palafítiques han existit tant en èpoques recents com en èpoques remotes, en diversos pobles de diferents nivells culturals. Els jaciments arqueològics més importants, els trobem als llacs de Suïssa i en algunes zones d'Alemanya, França i Itàlia. Excepcionalment, s'han conservat construccions d'aquest tipus al poblat neolític de La Draga, a l'estany de Banyoles.
En algunes zones del sud de la Xina, Àsia sud-oriental, Indonèsia i Papua Nova Guinea, els palafits són encara prou comuns. També a l'Amèrica del Sud existeixen construccions importants sobre llacs i als marges dels rius Orinoco i Amazones, així com als llacs de Veneçuela i Xile.
A principis del segle xvi, l'italià Amerigo Vespucci va associar els palafits del llac veneçolà de Maracaibo amb els habitatges de Venècia. Per això, va donar el nom de Veneçuela, petita Venècia, a aquest país.